# Iglesia de Fiães
La iglesia de Fiães es un templo situado en la freguesia de Fiães, consejo de Melgaço, distrito de Viana do Castelo, en Portugal. Antiguamente perteneció a un monasterio benedictino que entre 1157 y 1194 pasó a ser un monasterio  cisterciense dependiendo del de São João de Tarouca. Posteriormente la fachada de los pies y las naves se reformaron entre los siglos XVII y XVIII, conservándose la construcción medieval en la cabecera, el portal y los alzados laterales. Es monumento nacional desde 1977.
El interior cuenta con tres naves y transepto. El portal muestra cuatro arquivoltas y sobre ellas se encuentran esculturas del siglo XVII que representan a San Bernardo, Nuestra Señora de la Asunción y San Benito. Las dependencias monásticas, hoy inexistentes —donde se hospedó Felipa de Lancaster cuando llegó de Inglaterra para su boda con el rey Juan I de Portugal— estaban situadas al sur de la iglesia.